# Autochloris solimoes
Autochloris solimoes är en fjärilsart som beskrevs av William Schaus 1924. Autochloris solimoes ingår i släktet Autochloris och familjen björnspinnare. Inga underarter finns listade i Catalogue of Life.